# Leda (Riff)
Leda ist ein Riff im Géologie-Archipel vor der Küste des ostantarktischen Adélielands. Es liegt westlich der Bernard-Insel in der Baie des Gémeaux.
Französische Wissenschaftler kartierten benannten es 1977 nach Leda, einer Figur aus der griechischen Mythologie.